# Clădirea fostului liceu de băieți „A. Xenopol” (Soroca)
Clădirea fostului liceu de băieți „A. Xenopol” este o clădire amplasată pe str. A. Russo, 16 în Soroca, Republica Moldova. Este un monument istoric și arhitectural de importanță națională inclus în Registrul monumentelor Republicii Moldova ocrotite de stat cu nr. 2617 (raionul Soroca). Datează din 1936.